# 임원중학교
임원중학교(臨院中學校)는 대한민국 강원특별자치도 삼척시 원덕읍 임원리에 있는 공립 중학교이다.

## 학교 연혁
- 1970년 12월 31일 : 원덕중학교 임원분교 인가
- 1971년 3월 10일 : 개교식 거행
- 1973년 3월 1일 : 임원중학교 설립인가(3학급)
- 2023년 9월 1일 : 제30대 정천복 교장 부임
- 2023년 12월 29일 : 제51회 졸업식 (졸업생 4명, 누계 2,194명)
- 2024년 3월 4일 : 입학식 (6명)

## 참고 자료
- 임원중학교 - 한국교육학술정보원 학교알리미